# Rylander & Rudolphs Fabriks AB

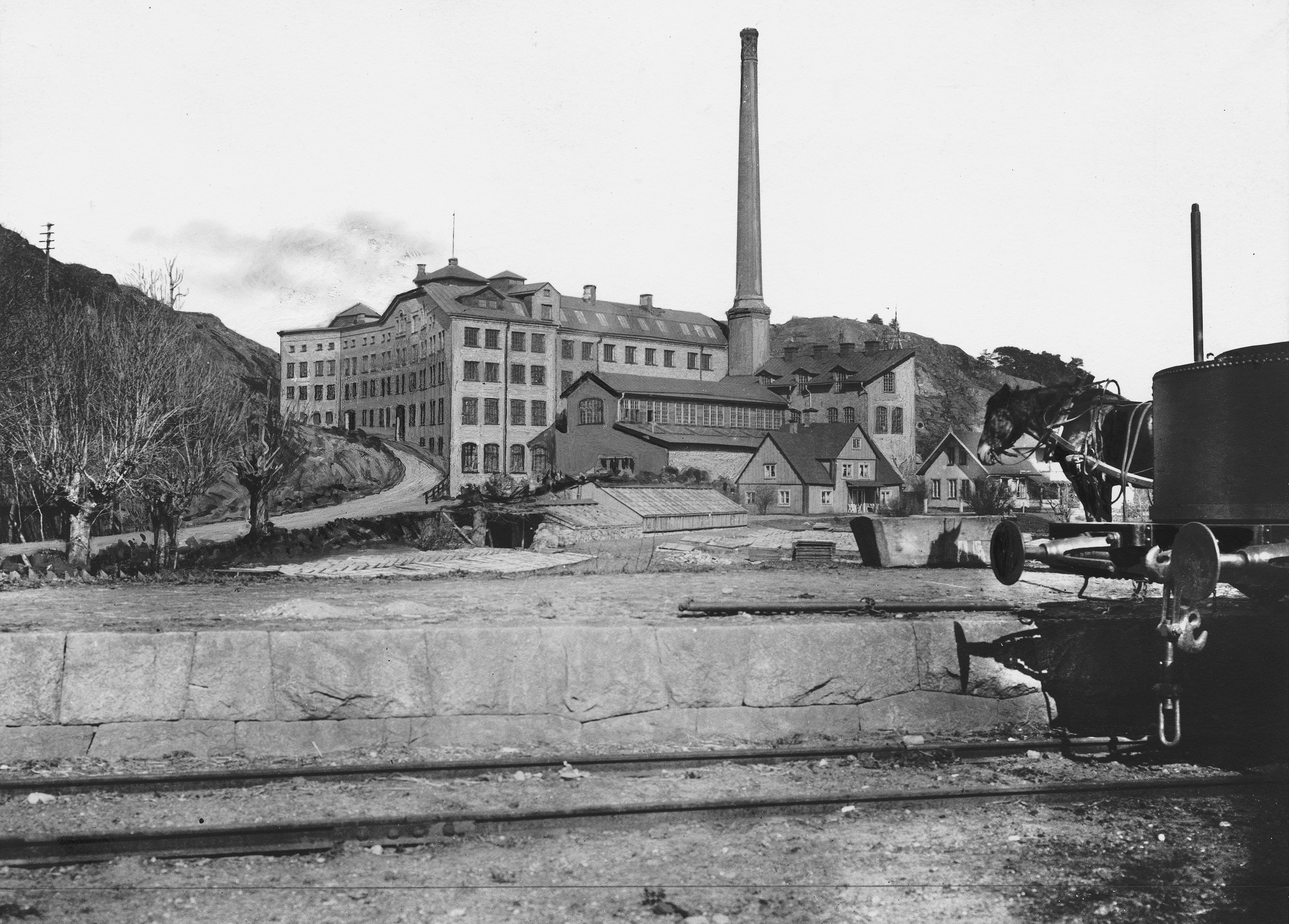
Rylander & Rudolphs fabrik 1900, sedd från Henriksdals station.

Rylander & Rudolphs Fabriks AB var en tillverkningsindustri belägen i det tidigare industriområdet Henriksborg på nordvästra Sicklaön i nuvarande Nacka kommun. Företaget tillverkade bland annat batterier till vevtelefoner, kolspetsar till båglampor, mikrofonkol och dynamoborstar. Verksamheten startades 1882 och lades ner i slutet av 1950-talet. Byggnaden för Rylanders & Rudolphs fabrik finns kvar än idag och fungerar som kontorshotell under namnet Henriksborg.

## Historik

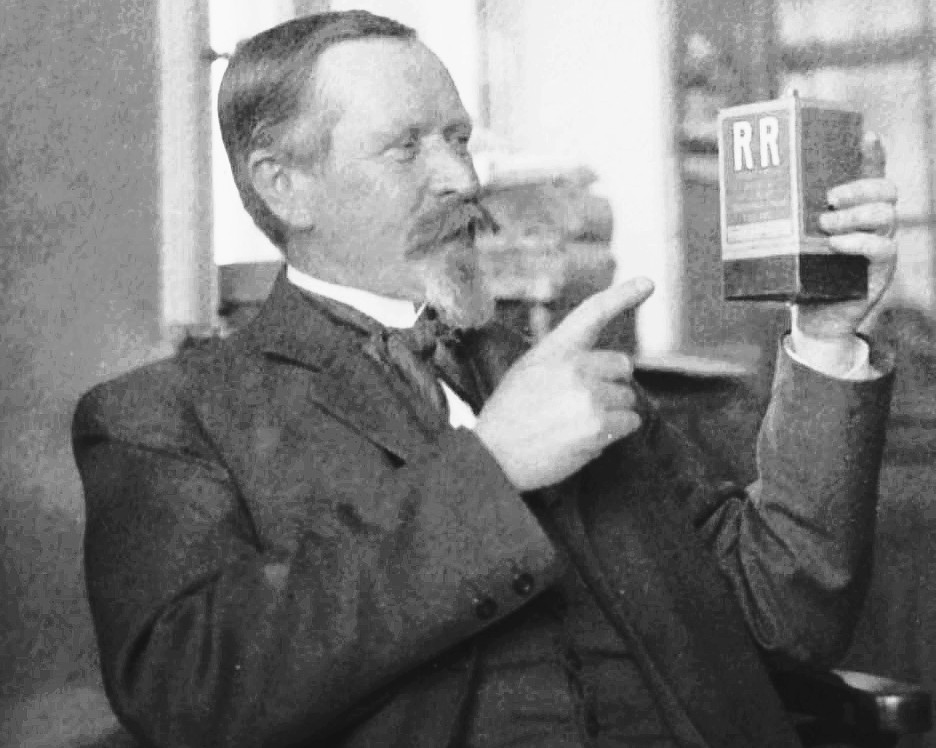
John Rudolphs med ett batteri.

Rylander & Rudolphs Fabriks AB grundades 1882 av ingenjörerna John Rudolphs (1853–1935) och J.A. Rylander som en liten industriverksamhet på Södermalm i Stockholm. De hade fått patent på en vattenreningsutrustning med kolfilter som sedermera användes för att industriellt producera vattenfilter och olika kolartiklar till elektrotekniska föremål.
År 1866 flyttade verksamheten till Henriksborgsområdet där man till en början använde gamla Kvarnen Klippan som fabrikslokal. På grund av utrymmesbrist var man dock tvungen att bygga en egen fabrik och förvärvade en tomt strax nordväst om Henriksdals gård, ungefär där gårdens trädgårdsmästarbostad låg. Området hörde till Danviks hospitals utmarker. Här lät företaget 1888 uppföra en mindre fabriksbyggnad i tegel. 

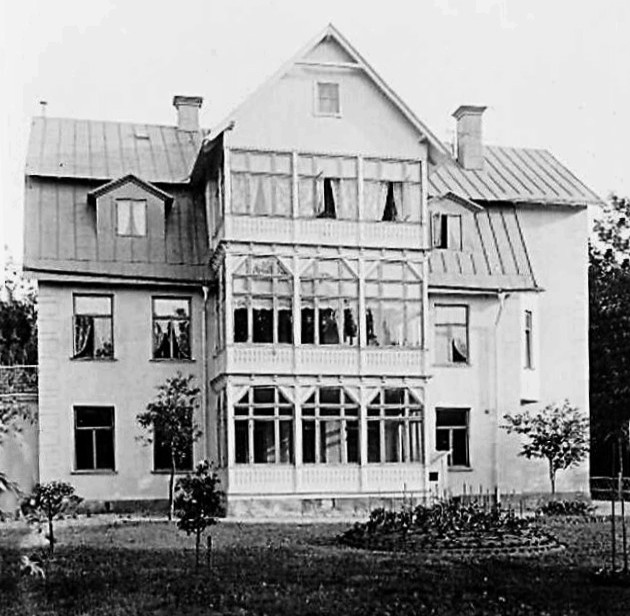
Villa Plania.

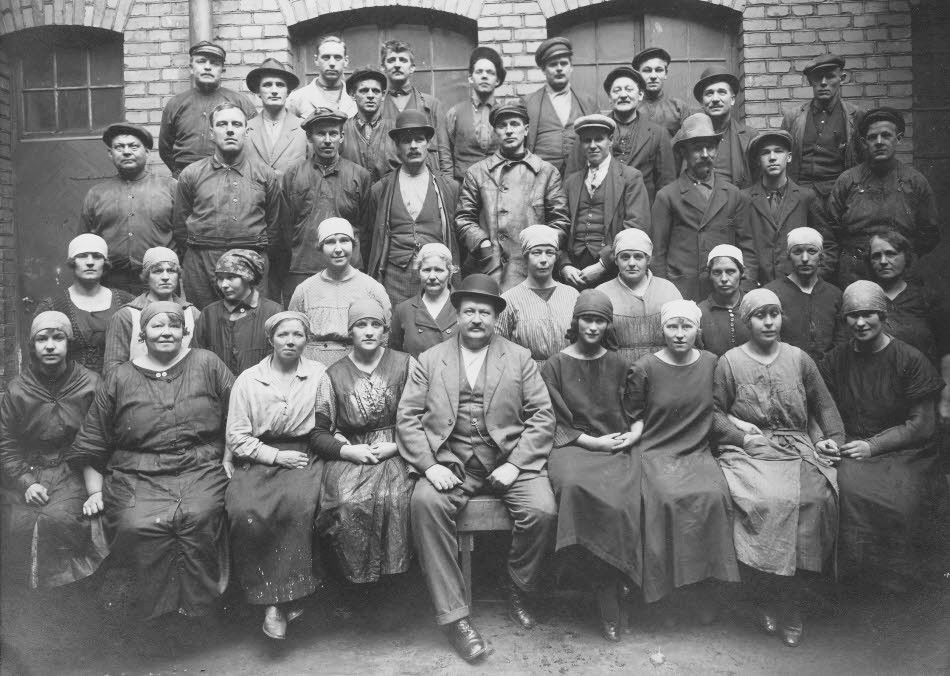
Personalen 1910.

I slutet av 1880-talet var anläggningen inte särskild stor, cirka 400 m². Den kom dock att växa i takt med att företaget växte och fick nya produktområden. En förbättring var Saltsjöbanan med sin hållplats Henriksdals station som 1893 kom att invigas strax sydväst om Rylander & Rudolphs anläggning. Henriksdals station var länge rangerbangård med lokstallar och godsmagasin och Rylander & Rudolphs hade stor logistisk nytta av järnvägen.
Elektriskt drivna industrier, som var beroende av detaljartiklar, blev nu en av företagets marknader. 1901 bestod anläggningen av flera byggnadskroppar som trappade ner mot dalen. Det följde flera om- och tillbyggnader och 1910 var fabriken fullt utbyggd med dess svängda fasad mot gatan. Arkitekten för 1910-års anläggning är okänd. För ombyggnader efter 1940-talet anlitade man arkitekt Alfred Danielsson-Bååk.
År 1897 bosatte sig John Rudolphs med familj i nybyggda Villa Plania som låg i Nysätra vid inre delen av Kyrkviken (dagens Planiavägen 13). Villan hade uppkallats efter ett område vid staden Racibórz i södra Polen där den från Tyskland härstammande Rudolphs hade 1895 grundat en fabrik för elektriskt kol. Denna fabrik slogs 1928 ihop med tyska Siemens AG. Villan var en putsad byggnad med tre våningar och en tre våningar hög punschveranda mot sjön. Till villan hörde också en kuskbostad  belägen i Villa Planias trädgård. Husen revs 1986 efter att ha stått övergivna under några år.
Rylander & Rudolphs främsta produkter var brunstensbatterier som tillverkades efter fransmannen Georges Leclanchés patent. Arbetsuppgifterna på fabriken var blandade vilket också bidrog till en blandad arbetarskara. Ungefär häften av arbetarna var kvinnor och det verkar ha varit ett tiotal barn i yngre tonåren i arbetsstyrkan. En filial, kolborstfabriken, som tillverkade kolborstar öppnade 1914 bakom Villa Plania. Efter första världskriget byggdes kolborstfabriken till som med sin 43 meter höga skorsten blev ett dominerande inslag i stadsbilden.
Åren 1918–1921 ökade tillverkningsvärdet på företagets varor med 100 procent till 1,5 miljoner kronor, medan antalet arbetare låg kvar på 90 personer. Jämförd med konkurrenterna, Luth & Roséns Elektriska och Telefonaktiebolaget LM Ericson, var dock produktionen småskalig och när de båda stora företagen inte längre anlitade Rylander & Rudolphs som underleverantör minskade uppdragsvolymen kraftig. John Rudolphs son  Charles blev verkställande direktör efter sin far 1928. Han började 1901 i företaget och blev direktörsassistent 1912. Under hela sin existens förblev Rylander & Rudolphs ett rent familjeföretag.

Historiska interiörbilder
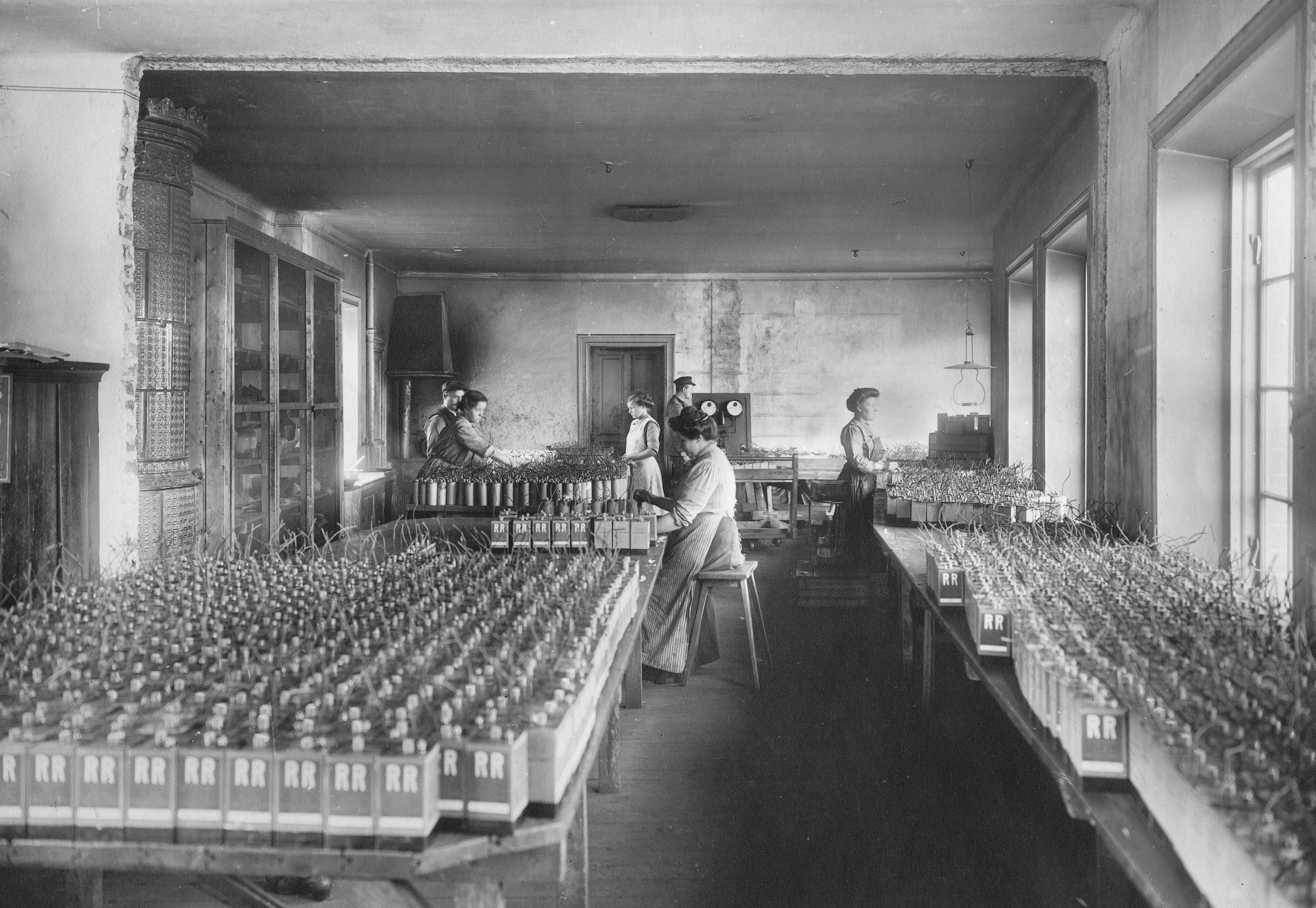
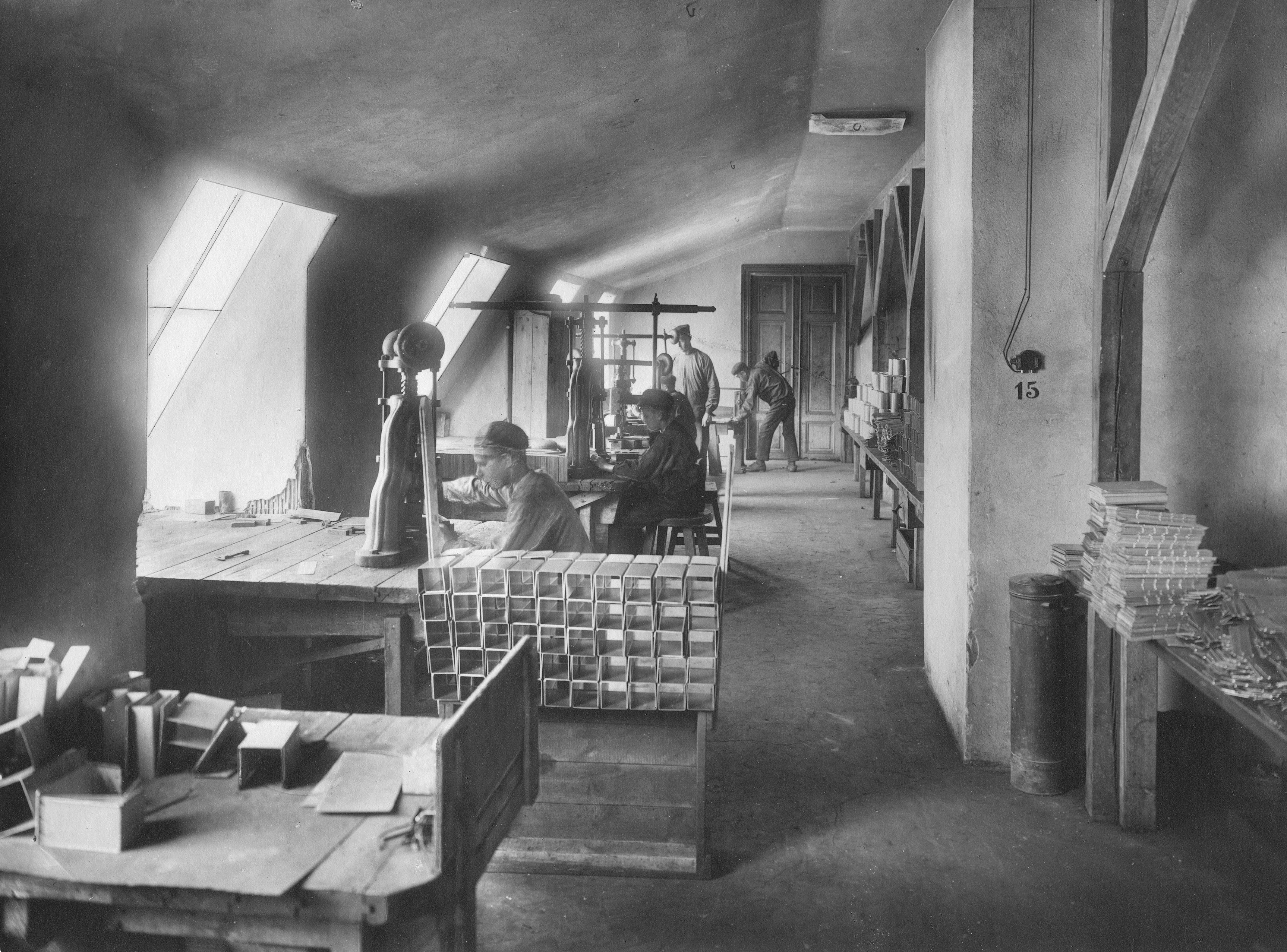
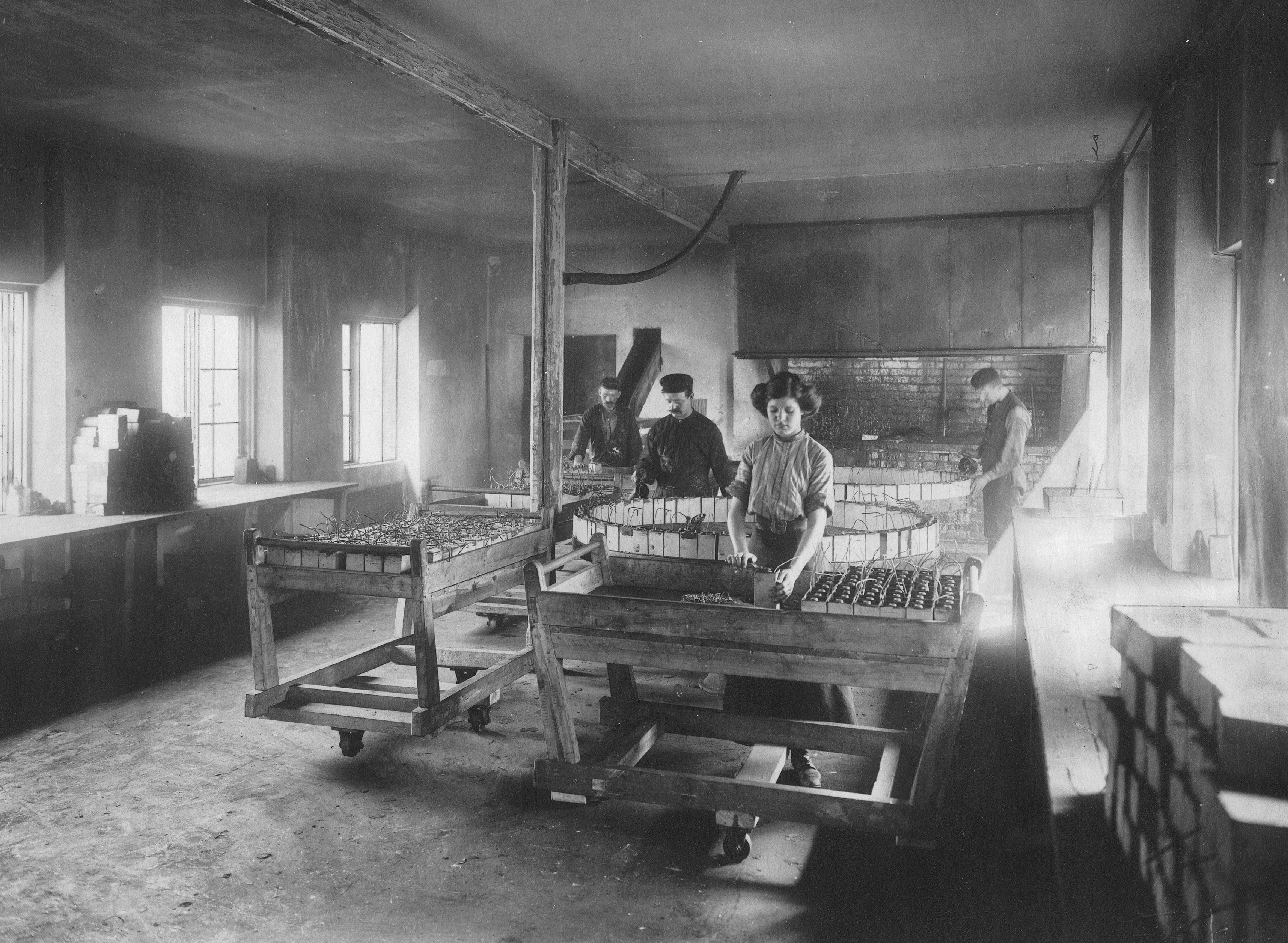
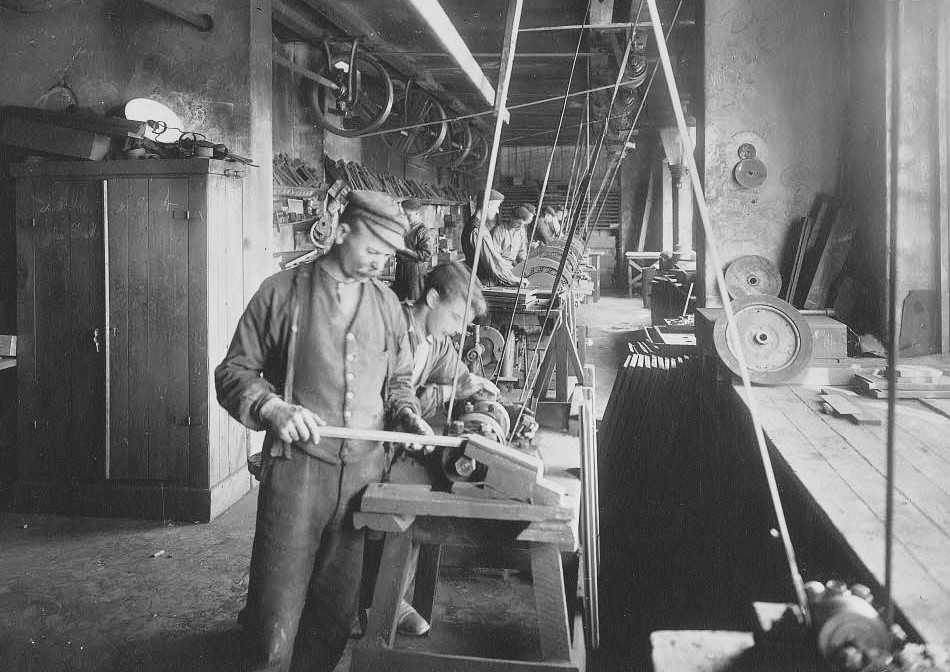

### Nedgången och försäljningen

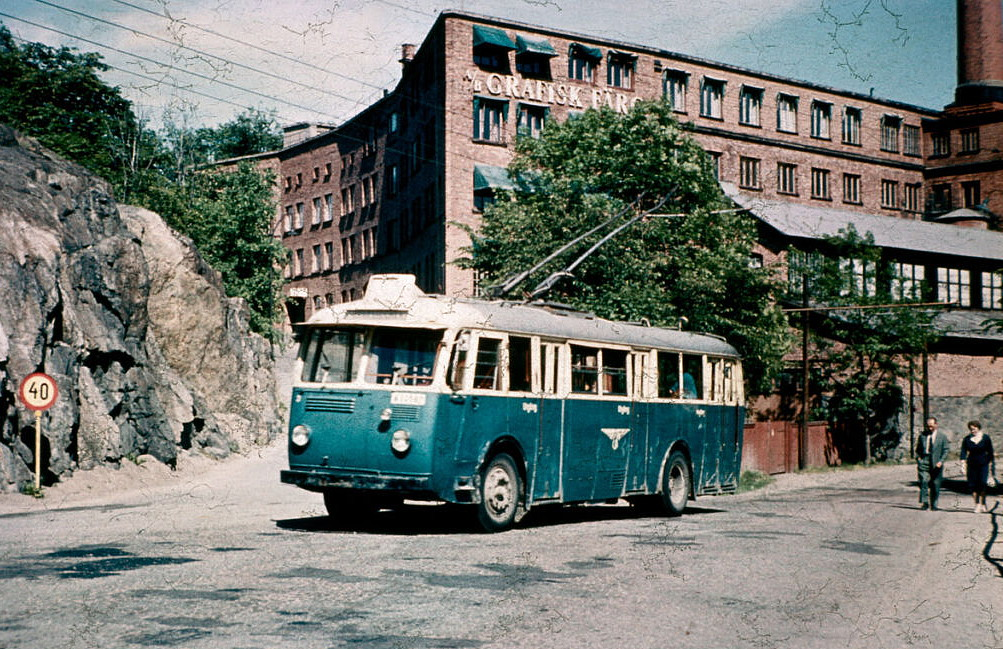
"Grafisk färg" mot Hästholmsvägen / Finnbodavägen, 1959.

På 1930-talet drabbades fabriksbyggnaden av en omfattande brand. Byggnaden återställdes därefter och några ombyggnader utfördes. 1938 var arbetskraften nere på 35 personer, och tillverkningsvärdet hade sjunkit till 1,25 miljoner kronor. Det saknades kapital för att investera i nya maskiner, det var viktig för en bransch i snabb utveckling och ständig förändring. 
Efter 1950 upphörde batteriproduktionen och man tillverkade bara kolborstar, grafitkopparborstar, mikrofonkol och kolkärnor. Under 1950-talets andra hälft lades verksamheten slutligen ner och företaget köptes av upp av Bonnierägda AB Grafisk färg som skulle förse förlagets tidningar och tidskrifter med tryckfärg. Bjälklagen förstärktes och byggnaden höjdes med en våning. Här trycktes ingenting och tillverkades inte heller någon färg utan huset fungerade som kontor och lager för Färg AB International. Fram till 1985 brukades byggnaden för olika verksamheter, bland annat för mindre industrier. Den höga skorstenen togs ner och ytterligare en våning påfördes när huset ombyggdes 1985–1990 till kontorshotell som marknadsförs under namnet ”Henriksborg”. 
Kolborstfabriken vid Nysätra såldes 1955 till Svenska Precisionsverktyg (SPV). Företaget tillverkade bland annat gängverktyg och gängmätningsverktyg med hög precision. Direktören flyttade till Rudolphs gamla Villa Plania. Villan och fabriken revs slutligen 1986 sedan de stått tomma några år. Därefter byggdes två kontorshus på tomten, bland annat Akademikerhuset vid Planiavägen 11-13 i Sickla.

## Referenser

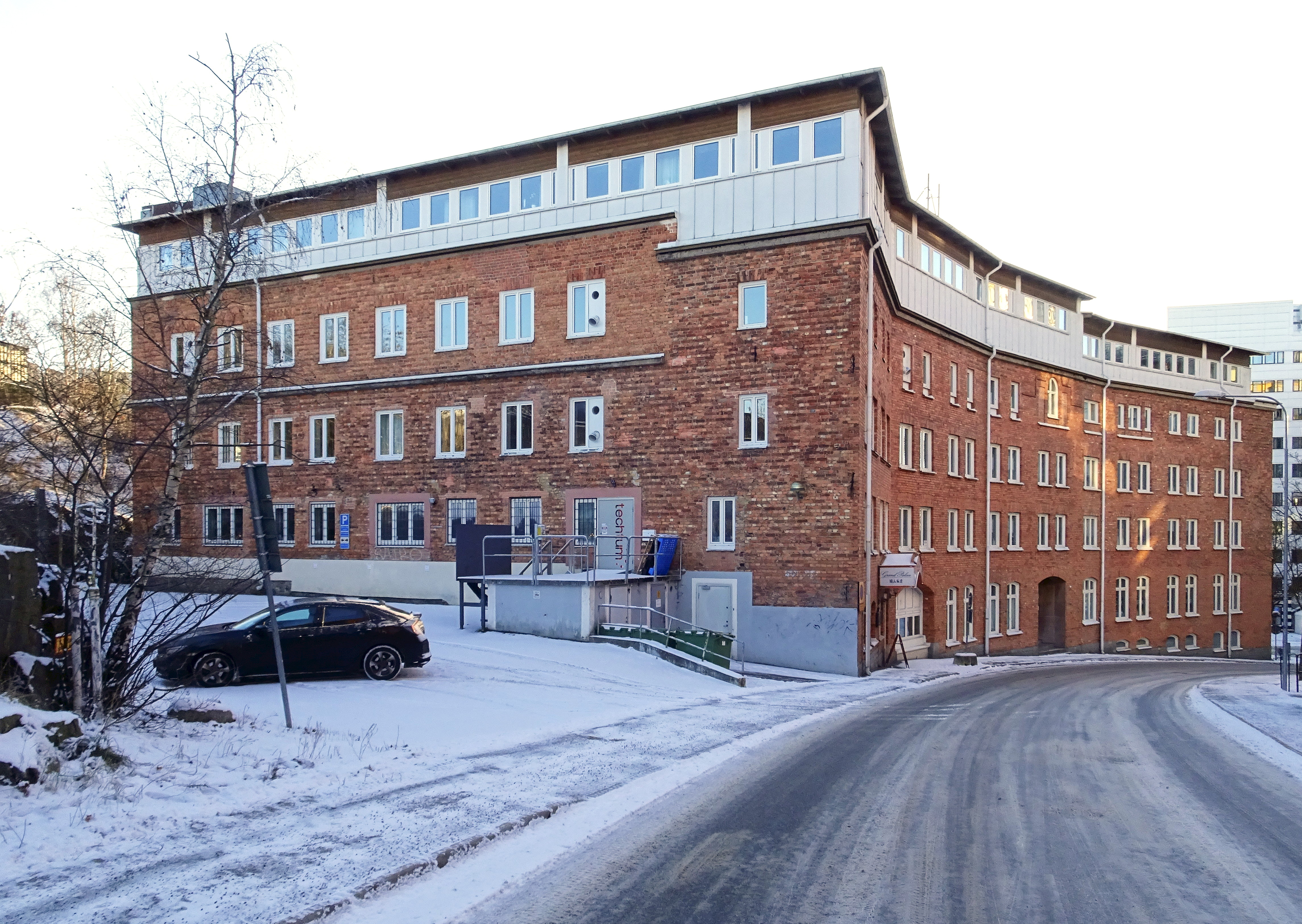
Kontorshotellet "Henriksborg" mot Västra Finnbodavägen, 2022.